# Oyón-Oion
Oyón-Oion (nome oficial; em castelhano: Oyón; em basco: Oion) é um município da Espanha na província de Álava, comunidade autónoma do País Basco, de área 45,16 km² com população de 3014 habitantes (2007) e densidade populacional de 59,52 hab/km².

## Demografia
| Variação demográfica do município entre 1991 e 2004 | Variação demográfica do município entre 1991 e 2004 | Variação demográfica do município entre 1991 e 2004 | Variação demográfica do município entre 1991 e 2004 |
| --------------------------------------------------- | --------------------------------------------------- | --------------------------------------------------- | --------------------------------------------------- |
| 1991                                                | 1996                                                | 2001                                                | 2004                                                |
| 2132                                                | 2242                                                | 2464                                                | 2678                                                |